# Kankiss.jp〜関西にキッスしよ!〜
kankiss.jp〜関西にキッスしよ!〜（カンキス・ドット・ジェイピー・かんさいに-）はKiss-FM KOBEで毎週金曜の16:00 - 19:55（JST）に放送されていた生ワイド番組。

## 概略
サウンドクルーは谷山香、中野耕史。2006年3月24日・3月31日にオンエアされた、この番組のパイロット的内容となる特番「関西にキッスしよ!〜三都物語〜（かんさいに-・さんとものがたり）」を経て、2006年4月7日よりスタート。最新のオリジナル神戸チャート・「kankissチャート」のカウントダウンと、京阪神の現役女子大生「kankiss CREW（カンキス・クルー）」(「kankiss隊（カンキスたい）」という名称だったが、2007年7月20日放送から改称)とのファッション・グルメ・恋愛などの本音トークを融合させた内容となっている。2007年7月20日より、大阪・アメリカ村に新設されたスタジオ・Kiss-FM Studio@アメリカ村 MichelCube（マイケルキューブ）からの生放送になり、番組タイトルも「kankiss.jp〜関西にキッスしよ!〜 from アメリカ村 MichelCube」に変わった。2008年12月26日の放送をもって終了。後番組は『アメリカ村@DEEP』。

## 内容
kankiss CREWとのトークを中心に、神戸チャート・「kankissチャート」のカウントダウンをオンエア。カウントダウンは当初トップ40だったが、2006年9月よりトップ20に変わる。さらにアメリカ村からのオンエアになってからは、kankiss CREWからのアメリカ村レポートやトークの比率が増えた上、コーナーのリニューアルも行われたことにより、まず番組内でトップ30にチャートインされている楽曲を順位不問でオンエア。そして19時台にトップ10の楽曲をカウントダウンする形になっている。

## コーナー

### 番組終了時のコーナー
アメリカ村HOT NEWS(2007年7月20日 -)
アメリカ村で新たにオープンするショップや開催されるイベントのニュースを紹介するコーナー。
The Break〜アメリカ村インディーズ(2007年7月20日 -)
担当は谷山香。スタジオにインディーズアーティストを迎え、楽曲制作や活動などに触れるコーナー。本社オンエア時の「The Break」のコーナー内容をほぼ引き継いでいる。オンエアの模様は、後日ポッドキャスティングや「アメリカ村TV」で放送されることになっている。
斉田才のLIVE INFORMATION(2007年9月7日 -)
GIZA studioと提携し、音楽評論家の斉田才がGIZA studio所属アーティストを中心としたライブ情報を届けるコーナー。
kankiss CREW アメリカ村リポート(2007年7月20日 -)
kankiss CREWがオンエア前にチェックしたアメリカ村の気になるショップをリポートするコーナー。
The Break〜アメリカ村芸人(2008年1月11日 -)
担当は谷山香。スタジオにこれからブレイクするお笑い芸人（おもに松竹芸能所属）をゲストに迎えるコーナー。オンエアの模様は、後日ポッドキャスティングや「アメリカ村TV」で放送されることになっており、動画限定のネタも披露されている。
The Break〜アメリカ村アイドル(2007年7月20日 -)
担当は中野耕史。スタジオに未来のアイドルをゲストに迎え、その素顔に迫るコーナー。中野から出題された超難問クイズにゲスト出演したアイドルが正解できなかった場合、ゲストのサイン入りポラロイド写真をリスナーに抽選でプレゼントすることになっていた（ちなみにクイズに正解したアイドルは、番組終了まで一人もいなかった）。オンエアの模様は、後日ポッドキャスティングや「アメリカ村TV」で放送されることになっている。

### 過去のコーナー
女性においしいPretty Online(2006年6月2日 - 2007年1月26日)
女性向けの情報サイト「Pretty Online」と連動。月ごとのテーマに沿って、リポーターがサイト内に掲載されている神戸・兵庫のお店に実際に足を運び、紹介するコーナー。リポーターは中野智美(2006年6月2日 - 2006年10月27日)→東野雅子(2006年11月3日 - 2007年1月26日)。
NEXT BREAKER(2006年4月7日 - 2007年7月13日)
リリース間近、またはリリース直後の最新ナンバーから毎回3曲オンエア。さらにどの曲がブレイクしそうなのかをkankiss CREWがガチンコで選ぶ。同枠の前番組「COUNTDOWN KOBE」から唯一残っていたコーナー。
関西学生アメリカンフットボールインフォメーション(2007年8月31日 - 11月23日)
関西学生アメリカンフットボール連盟秋季リーグ戦の試合結果や週末情報などを発信するコーナー。
ゲストコーナーまたはリクエストゾーン(2006年4月7日 - 2008年1月4日)
スタジオにゲストを迎えるコーナー。ゲスト登場のない週はリスナーからのリクエストに応え、リクエスト曲を送る。
Kiss SNOW INFORMATION
兵庫・四国エリアのゲレンデ情報を送るコーナー[2007年 - 2008年]。例年12月から次の年の3月まで放送されており、放送時間およびゲレンデ情報で取り上げるエリアについては、毎年若干の変動がある。
Gabaマンツーマン英会話 Lesson Cafe(2007年4月6日 - 2008年4月25日)
GABAマンツーマン英会話の講師を迎え、kankiss CREW(月替わりで1名)と中野耕史が英会話を学んでいくコーナー。

## プチ番組
開始当初、「The Break」と「MIX JUICE!」は「コーナー」ではなく「プチ番組」として扱われていた。これはそれぞれ単独の番組としてオンエアされていた両番組が、2006年4月の改編で「kankiss.jp」内の「プチ番組」として組み込まれたためであり、ポッドキャスティングの配信も「kankiss.jp」とはそれぞれ別に行われている。しかしその後、オープニングのメニュー紹介でも「コーナー」として紹介されるようになった。
The Break(2006年4月7日 - 2007年7月13日)
SC：谷山香、中野耕史
この番組からブレイクを目指すべく、地道な活動を続けるアーティストたちを紹介。
アメリカ村からのオンエアになった2007年7月20日放送からは、谷山香がインディーズアーティストを紹介する「アメリカ村インディーズ」と、中野耕史が次世代アイドルを紹介する「アメリカ村アイドル」に分かれた。さらに2008年1月11日放送からは、新たに谷山香が注目のお笑い芸人を紹介する「アメリカ村芸人」も始まった。詳細は「コーナー」の「The Break〜アメリカ村インディーズ」「The Break〜アメリカ村アイドル」「The Break〜アメリカ村芸人」を参照。
MIX JUICE!〜KOBE STYLE(2006年4月7日 - 2007年3月30日放送)
SC：野村富美江、植田せいら
読者モデル・植田せいらを迎え、最新のファッション情報を発信。

## 番組発のおもな動き
女性限定の会員制サイト
会員が気になるグルメやショップなどのレビューやコメントを番組サイトに記載できるシステムを導入。会員限定で行われた映画『taki183』の試写会では、同映画に出演した忍成修吾が登場した。
その後、kankiss SNSに移行されたこともあり、2007年7月19日で会員制レビューは閉鎖。
kankiss SNS
女性限定のSNSで、2006年10月2日スタート。FM局発という特性を生かしたものとなっている。現在は終了。
kankiss隊(現・kankiss CREW)
番組に限らず、さまざまなスポットへのリポートやイベントへの出演でも活躍している。さらにkankiss隊からの選抜メンバー(番組のレギュラーメンバー)6人が「kankiss Girl」として、裏バージョン的内容の番組『ウラkankiss』（2006年10月 - 2007年3月放送）のサウンドクルーを週替わりで務めていた。なお、番組のスタート当初には、当時現役短大生だった女優の山内明日がkankiss隊の一員として出演していたこともある（山内明日は2007年8月24日放送の「The Break〜アメリカ村アイドル」にゲスト出演し、kankiss CREWの初期メンバーやサウンドクルーの二人との再会を果たしている）。
次なるブレイクを!
番組でdoaをプッシュした。kankiss SNS内のコミュニティにトピックが立ち上がったところから始まり、『心のリズム飛び散るバタフライ』を11月1日オンエアの「NEXT BREAKER」でピックアップ。その後、11・12月度の番組エンディング曲としてオンエアされただけでなく、2006年12月度のKiss HOTRAXX EXTRAにも選出された。さらに、彼らがサウンドクルーを務める番組『心のリズム飛び散るバタフライ』（2007年1月7日 - 2007年9月30日放送）も放送された。
オリジナルツアーの実施
神戸空港開港1周年を記念し、Kiss-FM KOBEとJALのコラボレーションによる、北海道・ニセコへのスキー・スノーボードツアーが企画された。このツアーでは、トークゲストに永井大、ライブゲストに我那覇美奈を迎えて、番組の公開録音も行われた。
kankiss隊、電リクオペレーターに
2007年6月4日 - 10日のスペシャルウィーク「キッス・ファンファンウィーク」の期間中、中野耕史がサウンドクルーを務めていた「Kiss MUSIC PRESENTER」で、6月4日 - 7日までの4日間限定で復活した電話リクエストのオペレーターをkankiss隊が担当。また、6月8日のオンエアでも、番組と並行して電話リクエストのオペレーターを行なった。
| KISS-FM KOBE 金 16:00 - 19:55（2006年4月 - 2008年12月） | KISS-FM KOBE 金 16:00 - 19:55（2006年4月 - 2008年12月）                                      | KISS-FM KOBE 金 16:00 - 19:55（2006年4月 - 2008年12月） |
| 前番組                                                  | 番組名                                                                                       | 次番組                                                  |
| ------------------------------------------------------- | -------------------------------------------------------------------------------------------- | ------------------------------------------------------- |
| COUNTDOWN KOBE                                          | kankiss.jp〜関西にキッスしよ!〜 ↓ kankiss.jp〜関西にキッスしよ!〜 from アメリカ村 MichelCube | アメリカ村@DEEP                                         |